# Panometer Dresden

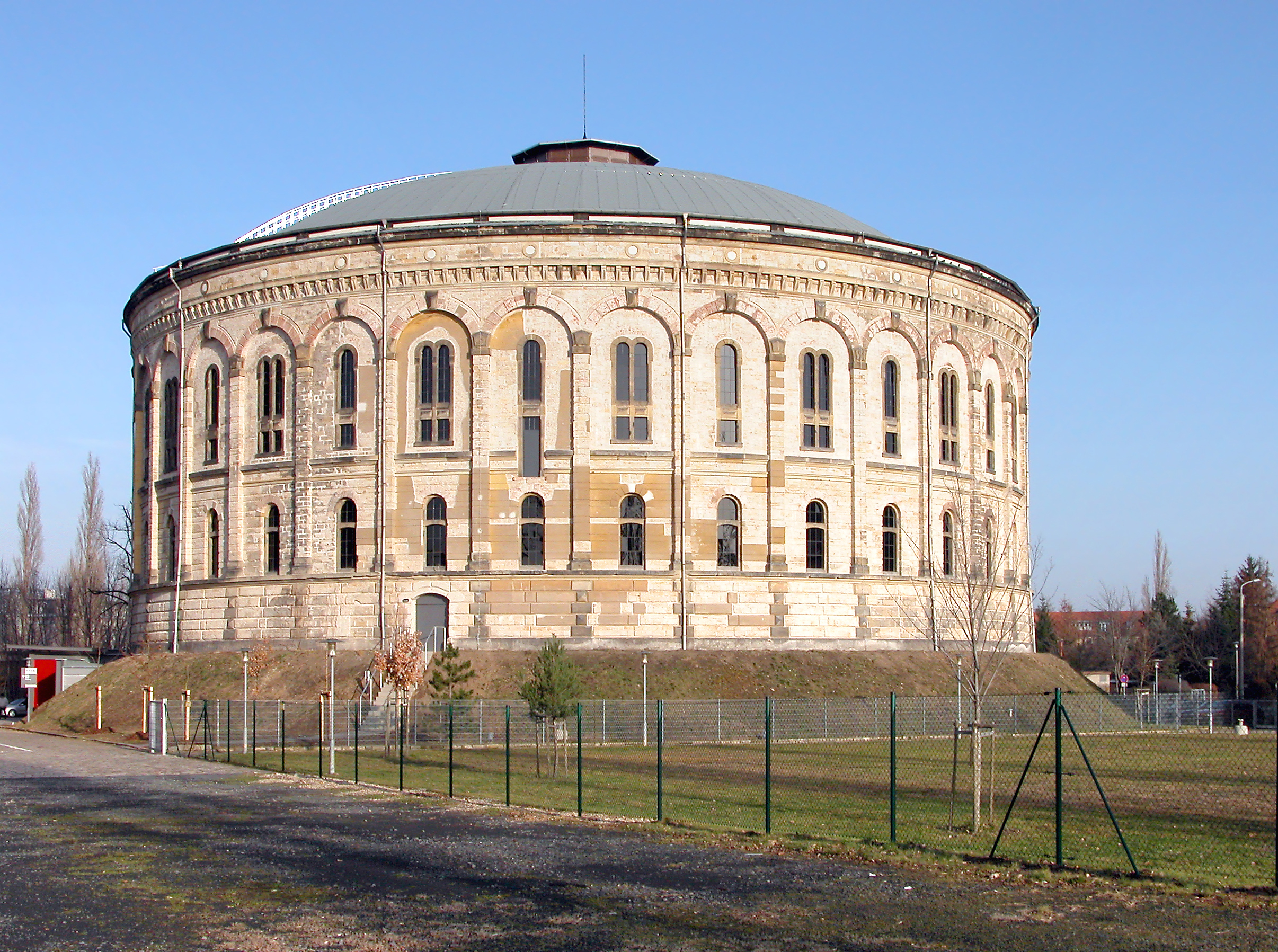
Kleiner Gasometer Reick, Panometer

Das Panometer Dresden ist ein ehemaliger Gasometer (Gasbehälter) in Dresden, in dem seit 2006 verschiedene Panoramabilder des Künstlers Yadegar Asisi ausgestellt werden.
Von 2006 bis 2011 und nach einer Überarbeitung von 2012 bis 2014 war das Bild mit dem ursprünglichen Namen 1756 Dresden zu sehen, welches die sächsische Landeshauptstadt zur Zeit des Dresdner Barocks zeigt. 2012 wurde das Werk Rom 312 ausgestellt, das zuvor im Panometer Leipzig zu sehen war. Anlässlich des 70. Jahrestags der Luftangriffe auf Dresden wurde im ersten Halbjahr 2015 ein Panorama der zerstörten Stadt präsentiert. Seit Mitte 2015 werden die Panoramen Dresden im Barock und Dresden 1945 im Wechsel gezeigt. Anfang 2024 kam ein Naturpanorama mit „Amazonien – Faszination tropischer Regenwald“ nach Dresden.
Die Bezeichnung „Panometer“ stellt eine Wortschöpfung Yadegar Asisis dar und ist ein Kofferwort aus Panorama und Gasometer.

## Standort
Das Panometer Dresden befindet sich an der Gasanstaltstraße am nördlichen Ende des Stadtteils Reick in der ehemaligen Dresdner Gasanstalt. Es steht in Sichtweite der Bahnstrecke Děčín–Dresden. Gasometer sind durch ihre baulichen Voraussetzungen, wie runder Bau und großer leerer Innenraum, sehr gut als Ausstellungsort für große Panoramabilder geeignet.

## Bilder

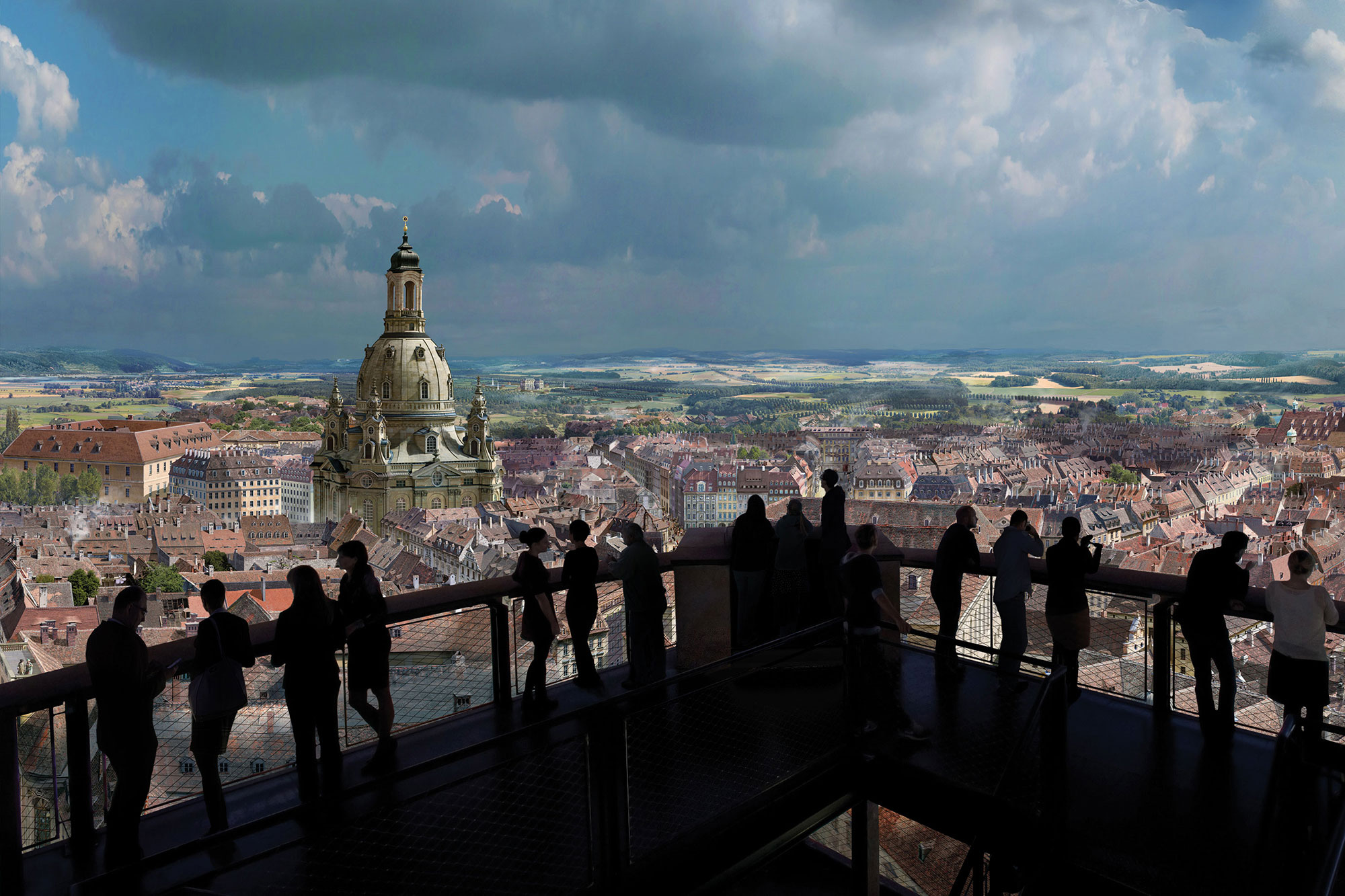
Dresden im Barock (alternierend seit 2006)
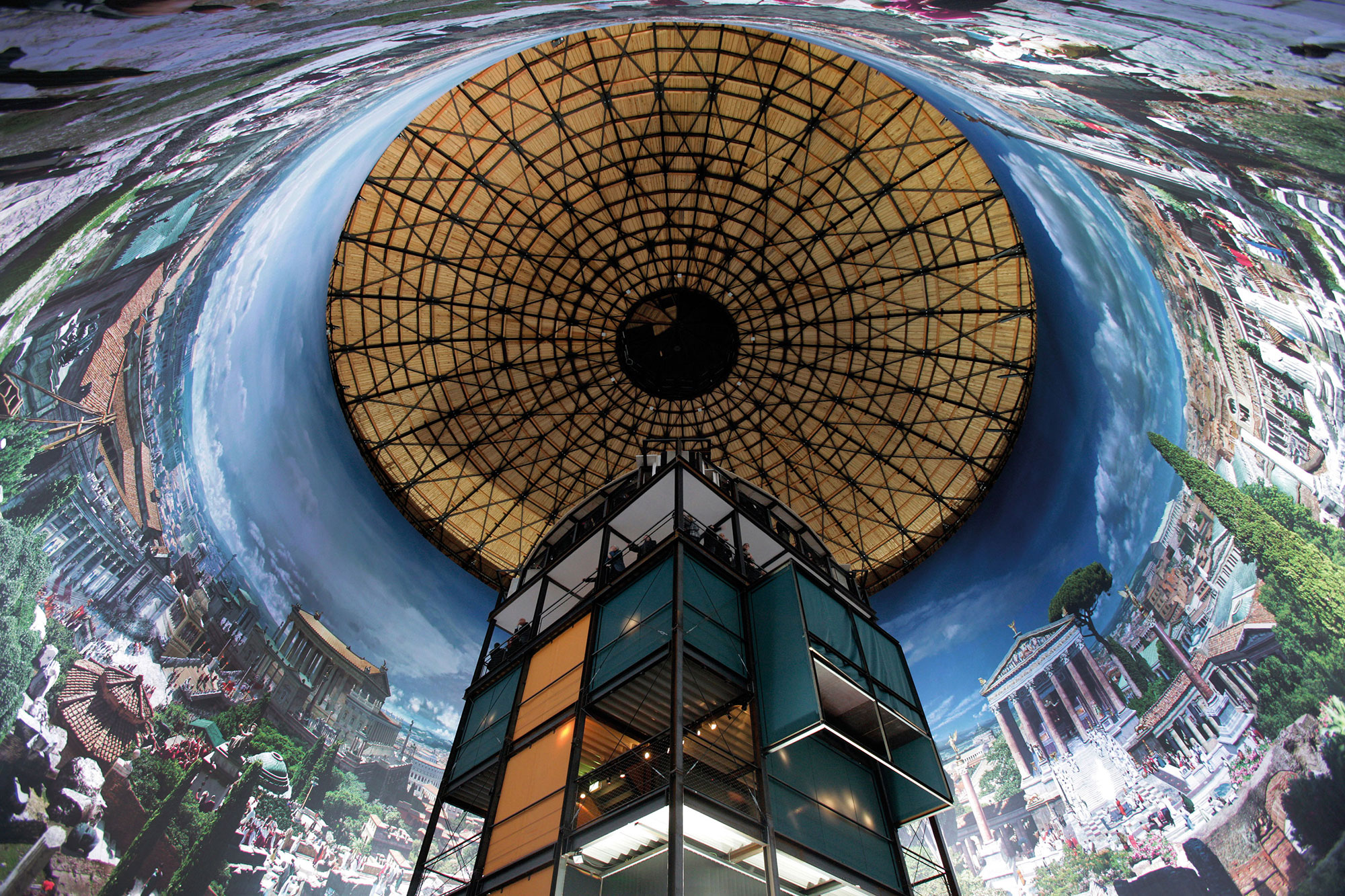
ROM 312 (2011–2012 im Panometer Dresden)
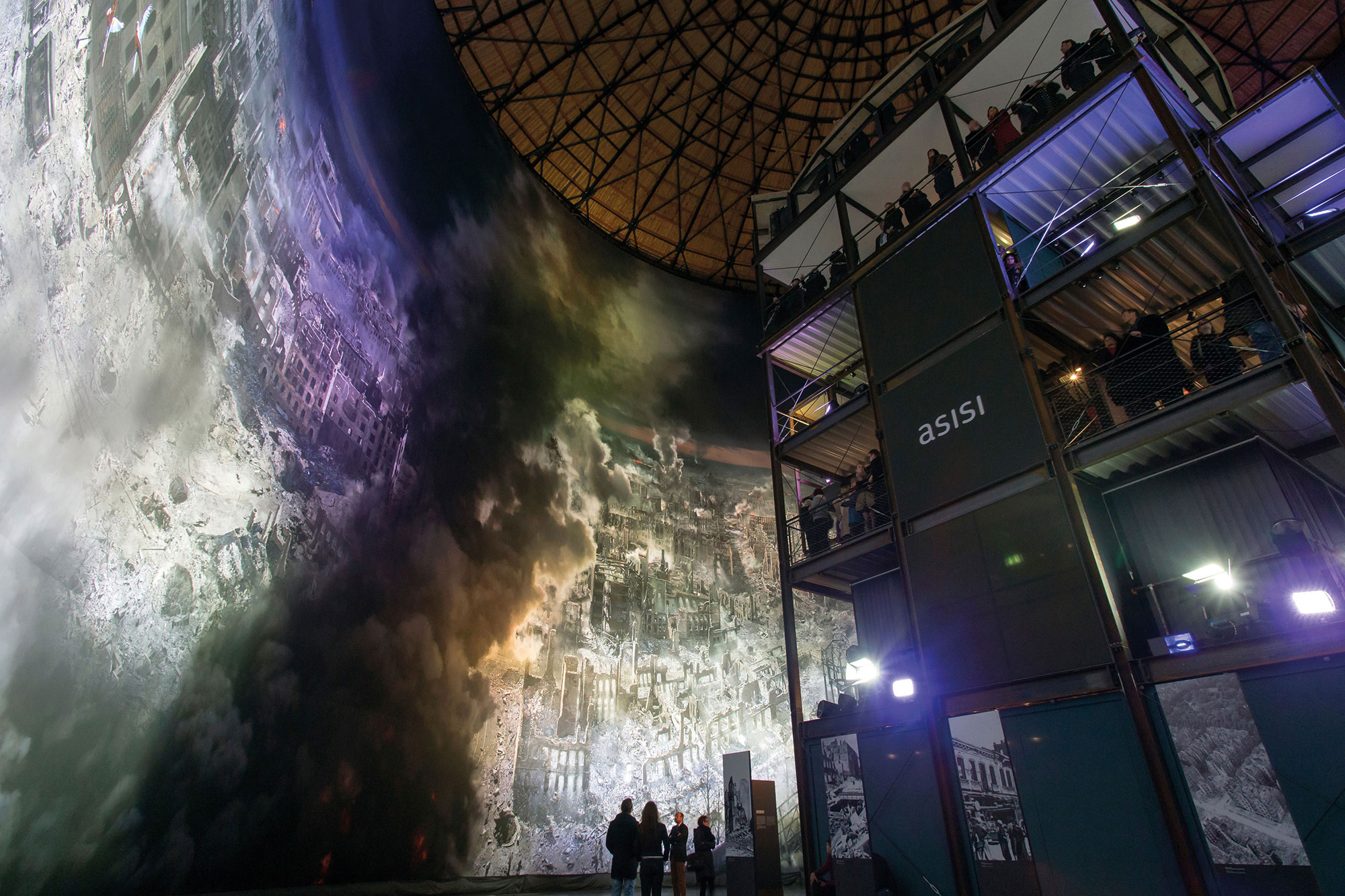
DRESDEN 1945 im Panometer Dresden (alternierend seit 2015)
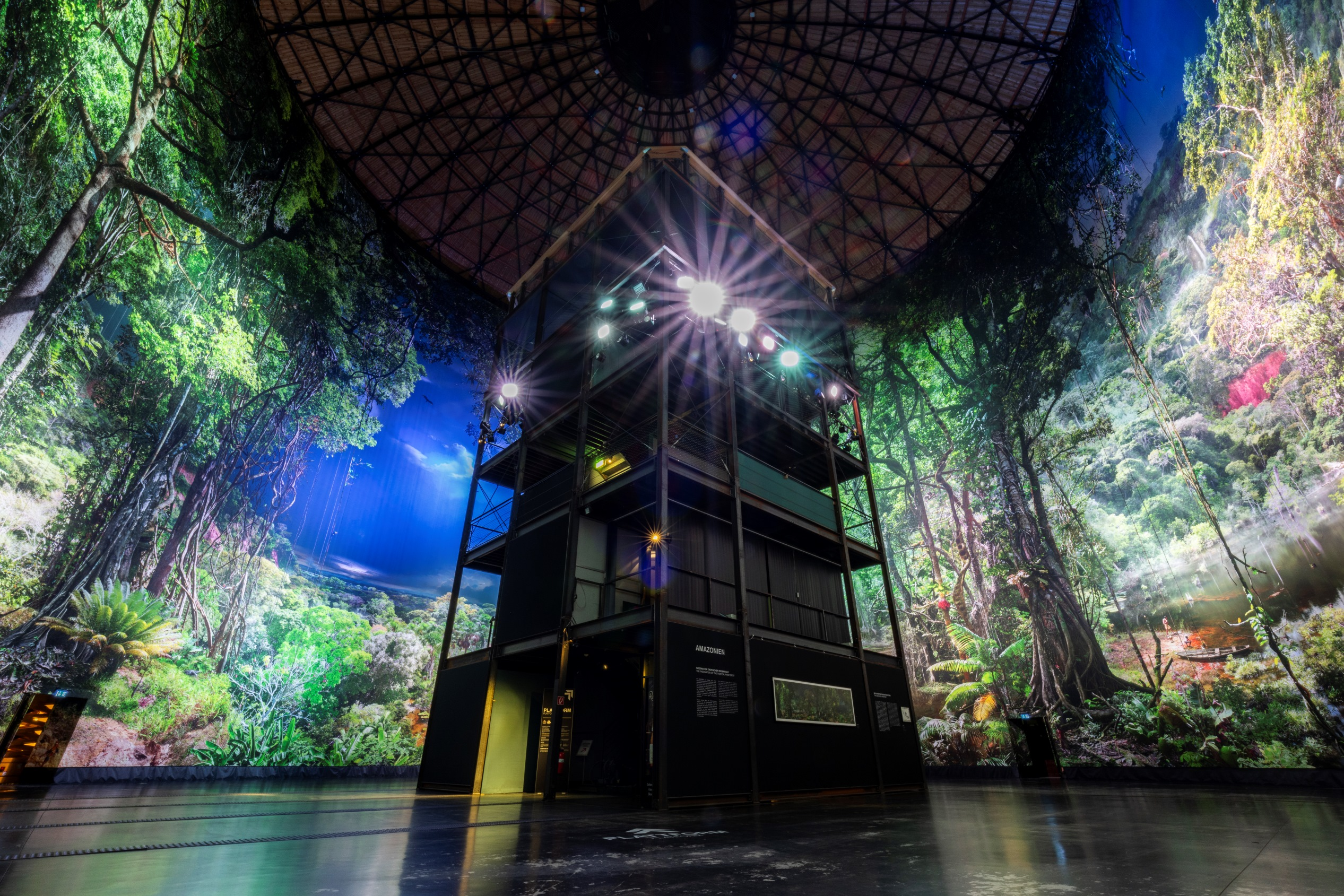
AMAZONIEN (seit Januar 2024)
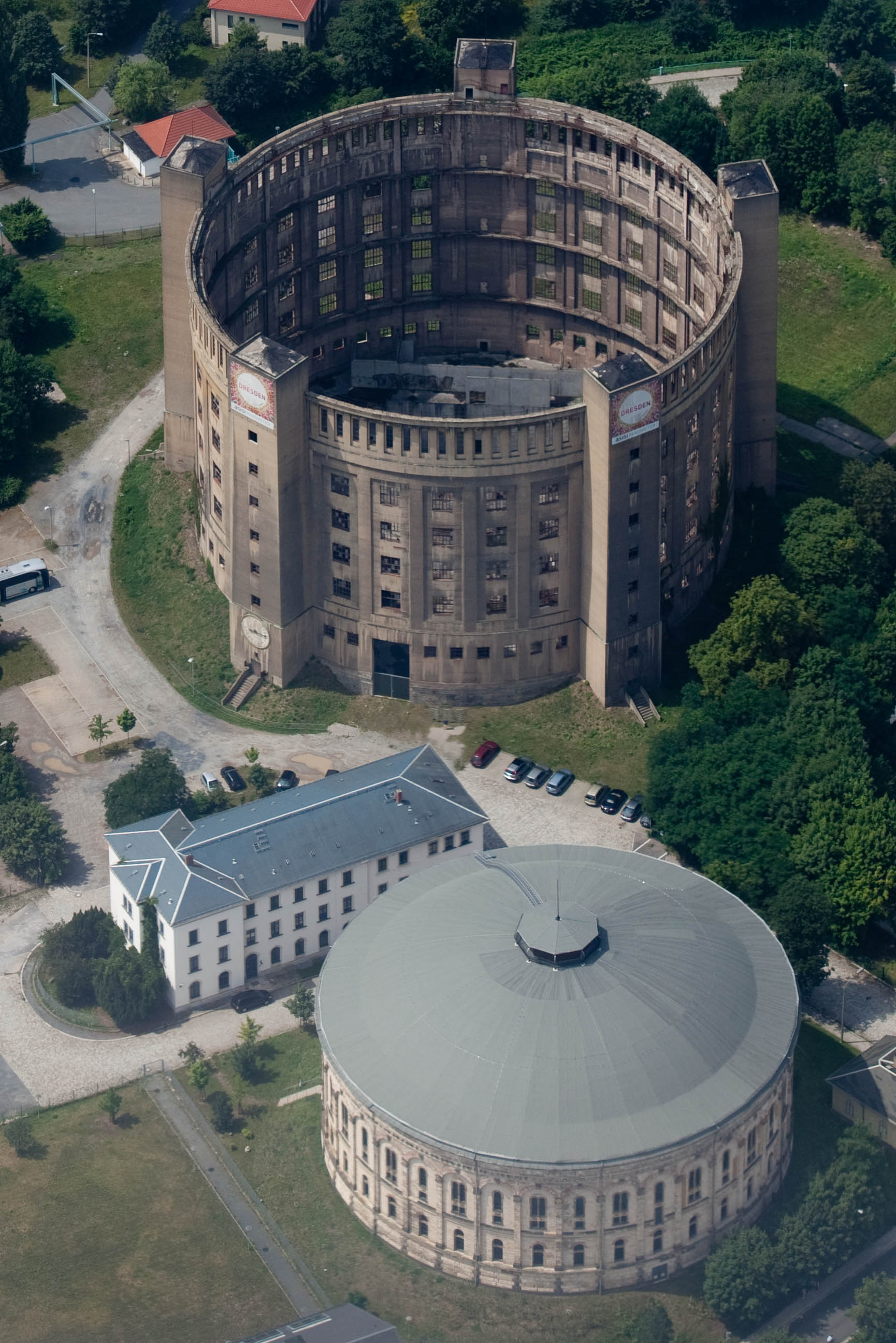
Beide Gasometer in Reick – vorn das Panometer

## Ausstellungen

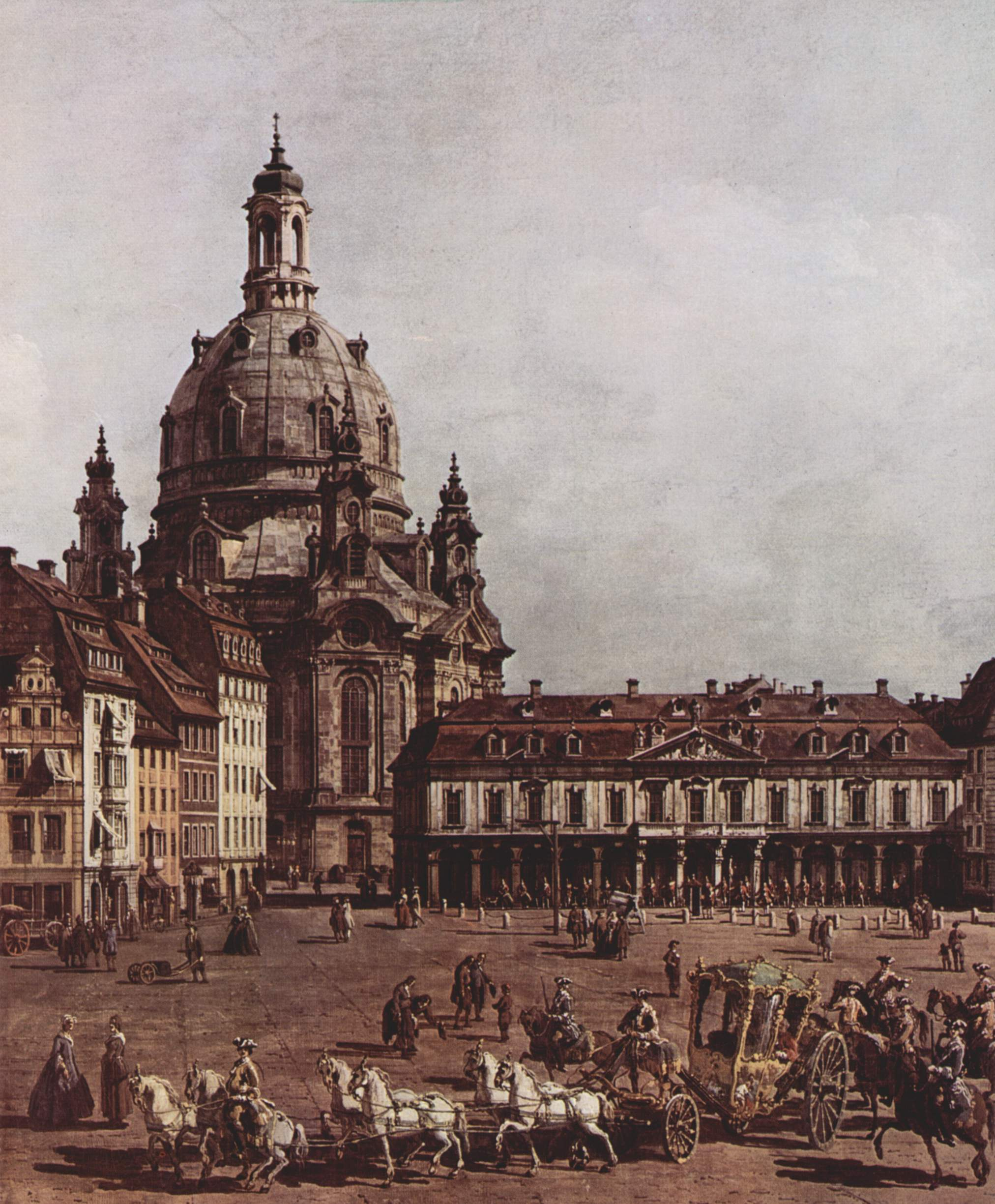
Derartige Veduten von Bernardo Bellotto, hier mit Neumarkt und Frauenkirche, dienten als Vorlage für das Panoramabild 1756 Dresden

Im Panometer Leipzig war Yadegar Asisi bereits mit seinen Projekten 8848Everest360° (2003 bis 2005) und seit 2005 mit Rom CCCXII erfolgreich, als er nach mehrjähriger Recherche ein Panoramabild von Dresden im Jahr 1756, vor dem Ausbruch des Siebenjährigen Krieges, schuf. Als Grundlage dienten vielfach sogenannte Veduten, also wirklichkeitsgetreue, historische Darstellungen – besonders von Bernardo Bellotto, genannt „Canaletto“. Am 9. Dezember 2006 wurde das Panometer eröffnet. 250 Jahre nach dem Ende der barocken Glanzzeit Dresdens war die 800-Jahr-Feier der Stadt Anlass dazu. In den ersten beiden Jahren seines Bestehens wurden mehr als 500.000 Besucher verzeichnet.

### 1756 Dresden(2006 bis 2011)
Bis 2011 war in dem Gasometer das 360-Grad-Panoramagemälde 1756 Dresden ausgestellt. Es befand sich an dessen Innenwand und konnte von einem erhöhten, zentralen Standort perspektivisch richtig betrachtet werden. Anschließend wurde es überarbeitet. Das Bild ist 27 Meter hoch, hat 105 Meter Umfang und stellt die abgebildeten Objekte in jener perspektivischen Größe dar, in der man sie tatsächlich sehen würde. Die vorgegebene Ansicht gibt einen weitgehend historischen, zum Teil auch künstlerisch frei interpretierten Ausblick vom Turm der Katholischen Hofkirche auf das Dresden der Barockzeit wieder. Den dazugehörigen Soundtrack komponierte Eric Babak.
In einer Rahmenausstellung, im Rundgang zwischen Panoramabild und Gasometeraußenmauer, waren Informationen zur Entstehung des Gemäldes sowie zur Herkunft des historischen Stadtbildes Dresdens zu sehen. Ausgestellt wurden zudem historische Stadtpläne und originale Abbildungen aus dem 18. und 19. Jahrhundert. Präsentiert wurden beispielsweise die Glocke des Neustädter Rathauses sowie Fassadenschmuck von zwischenzeitlich zerstörten Dresdner Gebäuden. Gezeigt wurden auch einige während der Schöpfung des Panoramas von Asisi selbst gemalte Ansichten des historischen Stadtbildes.

### Rom 312(2011 bis 2012)
Rom 312 bzw. Rom CCCXII ist der Titel des Panoramagemäldes, das bis zum 8. November 2012 im Panometer Dresden zu sehen war. Das Gemälde, das auf einer Panoramadarstellung aus dem 19. Jahrhundert von Josef Bühlmann und Alexander von Wagner basiert, zeigte den Einzug Konstantins des Großen mit seinen Soldaten im Jahr 312 n. Chr. in Rom, nachdem er bei der Schlacht an der Milvischen Brücke seinen Konkurrenten Maxentius ausgeschaltet hatte. Das Rundgemälde war die einzige umfassende Darstellung des antiken Roms im Maßstab 1:1.

### Dresden – Mythos der barocken Residenzstadt(2012 bis 2014)
Als Ergebnis der Überarbeitung des Panoramas 1756 Dresden war vom 1. Dezember 2012 bis Ende 2014 das Bild Dresden – Mythos der barocken Residenzstadt zu sehen.

### Dresden 1945: Tragik und Hoffnung einer europäischen Stadt(2015)
Vom 24. Januar bis zum 31. Mai 2015 wurde das Panorama Dresdens nach der Zerstörung am 13./14. Februar 1945 gezeigt.

### 2015 bis 2024 im Wechsel

#### Dresden im Barock – Mythos der sächsischen Residenzstadt
Yadegar Asisi präsentiert in dem 360°-Panorama das Stadtleben und den Alltag am Dresdner Hof in der Augusteischen Epoche. Zu sehen ist die sächsische Metropole in der Blüte ihrer barocken architektonischen Pracht. Der Blick schweift vom Turm der Katholischen Hofkirche über die dicht bebauten Gassen, Plätze und die einzelnen Höfe des Residenzschlosses bis zum Zwinger, über die Frauenkirche und die (alte) Kreuzkirche, Paläste wie die Brühlschen Herrlichkeiten oder das Japanische Palais auf dem anderen Elbufer bis in Richtung Meißen im Nordwesten oder Pillnitz im Südosten – eine Stadtlandschaft aus Renaissance- und Barockarchitektur, deren Kulisse von der Neustädter Seite gesehen trotz der Zerstörungen 1945 noch heute das Bild von Dresden prägt. (Canaletto-Blick)
„Ich glaube, dass uns der Blick auf die Stadtstrukturen verschiedener Epochen der Menschheitsgeschichte sehr viel über die Kultur des Miteinanders und der Abgrenzung, über Arm und Reich, über Menschlichkeit und Unmenschlichkeit, über Liebe und Hass eröffnet.“ (Yadegar Asisi)

#### Dresden 1945 – Tragik und Hoffnung einer europäischen Stadt

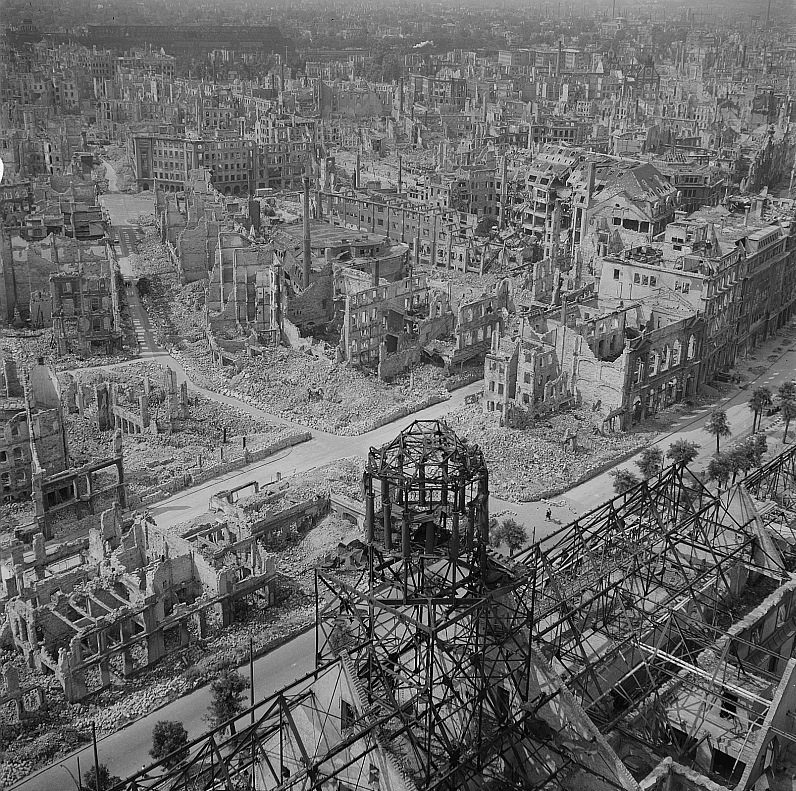
Foto mit dem Blick vom Rathausturm (1945)

Das etwa 3.000 m² große Panorama Dresden 1945 zeigt die zerstörte Stadt unmittelbar nach den alliierten Bombardements im Februar 1945. Der Betrachter erlebt die Ausmaße der Zerstörungen vom Rathausturm in der Altstadt. Über der Szenerie liegen schwere Rauchschwaden und einzelne Brände erleuchten die apokalyptische Trümmerlandschaft. Das Projekt ist in engem fachlichen Austausch mit dem Militärhistorischen Museum der Bundeswehr in Dresden entstanden. Eric Babak konzipierte wieder die entsprechende Tonkulisse und ergänzt damit den Raumeindruck im Panorama.
„Dresden 1945 ist mein Betrag, um über die Schöpferkraft und die Abgründe des Menschen, über die grausame Logik und den Wahnsinn des Krieges in der Welt nachzudenken. Dresden steht für die Tragik und die Hoffnung einer Stadt in Europa, die in nur wenigen Momenten ausgelöscht wird. Ich hoffe, dass das Panorama ein Beitrag zur Erinnerungskultur in Dresden wird.“ (Yadegar Asisi)
Dresden 1945 stellt nicht nur die Opfersituation Dresdens in den Vordergrund, sondern lenkt den Blick auf einen weiteren Kontext: Schon mit der Machtergreifung der Nationalsozialisten 1933 hatten die innere Zerstörung Dresdens, die Vernichtung unzähliger Menschenleben und ab 1939 zahlreicher Städte in Europa begonnen. Durch deutsche Angriffe wurden beispielsweise Rotterdam, Coventry, Stalingrad oder Warschau zerstört. Dresden 1945 zollt auch den Leistungen des Wiederaufbaus Respekt, stellt aber auch stadtplanerische Konzepte der Nachkriegszeit in Frage. Nach 1945 wurde eine radikale Flächensanierung durchgeführt, der zahlreiche ausgebrannte Baudenkmäler wie die Sophienkirche oder das Albert-Theater endgültig zum Opfer fielen.

### Amazonien
Seit Januar 2024 werden in Amazonien geologische Formationen des tropischen Regenwalds gezeigt, Bergregenwälder und Flussniederungen, Lichtungen und Gewässer, Baumriesen oder ein sich öffnendes Tal, mit Bewohnern wie der indigenen Bevölkerung bei der Jagd, fleischfressende Pflanzen oder Riesenameisen im Tag- und Nachtwechsel.